# Scott Seiver

Scott Seiver (Columbus (Ohio), 14 aprile 1985) è un giocatore di poker statunitense.
In carriera ha vinto 3 braccialetti delle WSOP. Particolarmente le Word Serier of Poker del 2024 sono da incorniciare per lui. Prima vince l'Evento n. 10: $10.000 Omaha Hi-Lo 8 or Better Championship (8-Handed) e si ripete due settimane dopo vincendo l'Evento n. 40: Razz da $ 1.500. in carriera vanta vincite per oltre $ 26.000.000.

## Poker
Seiver ha vinto il suo unico braccialetto nel 2008 nel torneo $5,000 No Limit Hold'em per $755,891.
Nel 2009 si classifica 3º alle PokerStars Caribbean Adventure nel torneo $24,500 No Limit Hold'em – High Roller per $137,000, e in seguito vince il torneo $5,000 No Limit Hold'em al 2009 Doyle Brunson Five Diamond World Poker Classic per $218,008.
Nel 2010 si classifica 4º nel torneo $25,000 Invitational High Roller Bounty Shootout guadagnando $215,000 (compresi i bounty) al 2010 Deep Stack Extravaganza, e poi si classifica 4º al Main Event del 2010 PokerStars.net North American Poker Tour (NAPT) al Mohegan Sun guadagnando $190,000.
Nel 2011 vince la nona stagione del WPT World Championship, scontrandosi in heads-up con Farzad Bonyadi, guadagnando $1,618,344.
Nel 2013 vince il torneo 2013 PokerStars Caribbean Adventure Super High Roller per $2,003,480.
Nel 2014, si classifica 6º nel torneo $1,000,000 The Big One for One Drop delle World Series of Poker.
Nel 2015 ottiene due piazzamenti a premio alle World Series of Poker e due piazzamenti a premi al World Poker Tour.
Nel 2016 ottiene tre piazzamenti a premio alle World Series of Poker, di cui è utile sottolineare un 9º posto nell'evento $ 111,111 No Limit Hold'em High Roller for One Drop per $384,425.
Ad agosto 2016, il totale delle sue vincite nei tornei live si attesta pari a $21,640,113, di cui $3,816,177 vinti alle WSOP e risulta al 6º posto nella classifica mondiale per guadagni.

### Braccialetti delle World Series of Poker
| Anno | Torneo                  | Premio   |
| ---- | ----------------------- | -------- |
| 2008 | $5,000 No Limit Hold'em | $755,891 |